# میخائیل نعیمه
میخائیل نعیمه (۱۸۸۹–۱۹۸۸) نویسنده، منتقد، اندیشمند برجسته ادبیات عربی معاصر و از ادیبان بزرگ مهجر، عضو انجمن ادبی الرابطة القلمیة و از جمله یشگامان مکتب رمانتیسیسم ادبیات عرب به شمار می‌رود. از وی آثار فراوانی به یادگار مانده است که از جمله آن‌ها می‌توان به «الارقش» «الغربال»، «همس الجفون»، «مع المسیح»، «مرداد» و «الآباء و البنون» اشاره کرد. او یکی از ادیبان جریان‌ساز لبنان و جهان عرب است.

## زندگی
میخائیل نعیمه در سال (1889) در روستای بسکتنای لبنان زاده شد. در زادگاهش، دوره ابتدائی را گذراند و به خاطر هوش سرشاری که از خود نشان داد در سال (1906) برای ادامه تحصیل به روسیه فرستاده شد و چهار سال را در آنجا بود. در سال (1911 ) به آمریکا مهاجرت نمود و در دانشگاه واشنگتن به تحصیل در حقوق و ادبیات پرداخت.
نوشته های خویش را از سال (1916) در مجله الفنون که هم کلاسی دوران ابتدائی اش، نسیب عریضه، سردبیر آن بود، به چاپ می رساند و سپس در مجله السائح که توسط هم کلاسی دیگرش، عبدالمسیح حداد، منتشر می شد وی پس از آمدنش به نیویورک با جبران خلیل جبران و همکارانش - که چهار سال بعد، الرابطة القلمیة/ انجمن قلم را بنیان نهادند و نعیمه، به عنوان معاون آن انتخاب شد- آشنا گردید.
نعیمه هنگام جنگ جهانی دوم برای خدمت سربازی از سوی ارتش آمریکا به فرانسه فرستاده شد و پس از گذشت یک سال به نیویورک بازگشت و نشر آثار ادبی خود  در مجله السائح را از سر گرفت. با درگذشت جبران و پیدایش گسست در انجمن قلم و درپی بحران و نابسامانی اوضاع اقتصادی آمریکا، نعیمه در سال (1932) به لبنان بازگشت، به کشاورزی پرداخت و هم زمان آثار اندیشگانی و ادبی خویش را منتشر می ساخت؛ آثاری که با اقبال فراوان اندیشمندانی و ادبای عرب روبرو گردید و او را در محافل فرهنگی و انجمن های ادبی، بلند آوازه ساخت. وی سرانجام پس از عمری طولانی نزدیک به یک قرن در سال (1988) درگذشت.

## آثار
- کان ما کان (1932) : یکی بود یکی نبود
- جبران خلیل جبران (1936): (ترجمة)
- زاد المعاد (1945) : توشه رستخیز
- مذکّرات الأرقش (1952) : خاطرات سیاه و سفید
- النور والدیجور (1953): روشنا و تاریکی
- الأوثان : بت ها
- البیادر ۱۹۴۶.
- کرم علی درب ۱۹۴۸.
- صوت العالم ۱۹۴۹.
- المراحل، دروب (1934)
- فی مهبّ الریح ۱۹۵۷.
- أبعد من موسکو و من واشنطن ۱۹۶۳.
- الیوم الأخیر ۱۹۶۵.
- هوامش ۱۹۷۲.
- فی الغربال الجدید ۱۹۷۳.
- مقالات متفرقة، یا بن آدم، نجوی الغروب ۱۹۷۴.
- مختارات من میخائیل نعیمة وأحادیث مع الصحافة ۱۹۷۴.
- رسائل، من وحی المسیح ۱۹۷۷.
- ومضات، شذور وأمثال، الجندی المجهول.
- الغربال ( از آثار انتقادی وی )
- سبعون : هفتاد سالگی ( زندگی نامه میخائیل نعیمه در سه بخش)
- همس الجفون : نجوای چشم ها (دیوان شعر)